# Ville de Tea Tree Gully
La Ville de Tea Tree Gully (City of Tea Tree Gully) est une zone d'administration locale dans la banlieue nord-est d'Adélaïde, dans l'État d'Australie-Méridionale en Australie.

## Quartiers avec code postal
| - Banksia Park - 5091 - Dernancourt - 5075 - Fairview Park - 5126 - Gilles Plains - 5086 - Golden Grove - 5125 - Gould Creek - 5114 - Greenwith - 5125 - Gulfview Heights - 5096 - Highbury - 5089 - Holden Hill - 5088 | - Hope Valley - 5090 - Houghton - 5131 - Modbury - 5092 - Modbury Heights - 5092 - Modbury North - 5092 - Para Hills - 5096 - Redwood Park - 5097 - Ridgehaven - 5097 - St Agnes - 5091 | - Salisbury East - 5109 - Salisbury Heights - 5109 - Surrey Downs - 5126 - Tea Tree Gully - 5091 - Upper Hermitage - 5131 - Valley View - 5093 - Vista - 5091 - Wynn Vale - 5127 - Yatala Vale - 5126 |